# Devetnaesti amandman na Ustav Sjedinjenih Američkih Država
Devetnaesti amandman na Ustav Sjedinjenih Američkih Država zabranjuje da se pravo glasa uskrati bilo kom građaninu Sjedinjenih Država na osnovu pola. Istorijski, amandman je omogućio pravo glasa ženama u SAD. Usvojen je 18. avgusta 1920, i time su SAD postale peta država koja je uvela opšte pravo glasa i za žene, te prva od velikih sila. 
Amandman je rezultat višedecenijske borbe američkog pokreta za žensko pravo glasa, pokreta koji je činio osnovu prvog talasa feminizma u SAD. Iako je amandman predstavljao presudan korak, žensko pravo glasa zapravo je postupno uvođeno u SAD, počevši od 1880-ih. Pre amandmana, Ustav SAD nije izričito uskraćivao pravo glasa ženama, već su to činili ustavi saveznih država.
U deceniji nakon ratifikacije amandmana usledilo je uvođenje prava glasa za žene i u velikim evropskim državama. Iako je uzrok ovih promena prvenstveno izmenjena društvena situacija u Evropi nakon Prvog svetskog rata i dugogodišnje zalaganje feminističkih pokreta, SAD su, kao prva velika sile, dale primer evropskim demokratijama.
Nasuprot očekivanjima, veliko proširenje biračkog tela u Americi nije rezultovalo značajnom promenom političkog opredeljenja, ili stvaranjem „ženskog“ bloka u strankama. Do ovog će doći tek nakon Drugog svetskog rata, sa novim talasom feminizma i društvenim promenama kojima su konačno ženama počele da donose ravnopravan položaj u društvu. Bez začetaka ravnopravnosti u svakodnevnom životu, u porodici i na poslu, građanska prava, među njima i pravo glasa, iako neophodna, nisu imala uticaj kakav su feministi prvog talasa priželjkivali.

## Sadržaj amandmana
Sjedinjene Države kao ni bilo koja od saveznih država neće građanima Sjedinjenih Država uskratiti ili umanjiti pravo glasa na osnovu pola.

Kongres ima zakonodavnu snagu da sprovede ovaj amandman.
Amandman je tekstom i značenjem identičan sa Petanestim amandmanom Ustava Sjedinjenih država kojim je omogućeno pravo glasa Afro-Amerikancima 1870. (efektivno samo Afro-Amerikancima muškog pola). 
Iskaz amandmana je dat u obliku zabrane federalnoj vladi i saveznim državama, kao što je uobičajeno u Ustavu SAD, budući da se prema desetom amandmanu na isti sva prava koja sam ustav ne rezerviše za federalnu vladu zagarantovana saveznim državama i njihovim građanima (za razliku od, na primer, Ustava Srbije u kome su jedina zagarantovana prava ona eksplicitno pomenuta Ustavom). Ukoliko bi prva rečenica amandmana izostavila deo koji se odnosi na savezne države, amandman ne bi bio promenio trenutno stanje prava glasa za žene. Naime, i pre ratifikovanja amandmana, Ustav nije direktno oduzimao ženama pravo glasa, pa ja po principu desetog amandmana ovo pravo ostavljeno saveznim državama ili građanima. Međutim, veliki broj saveznih država je ovo iskoristio i u svoje ustave uneo zabrane prava glasa za žene (u vreme ratifikovanja amandmana, u 32 od 48 država bilo je ženama oduzeto puno pravo glasa). Devetnaesti amandman je dobio moć za izmenu ovakve situacije tek oduzimanjem nadležnosti saveznim državama i time direktnim prenošenjem prava na građane.
Značaj druge rečenice amandmana za njegovu primenu je očigledan. Bez iste, amandman bi bilo moguće uzurpirati bez posledica.